# باستين بويولون
باستين بويولون (بالفرنسية: Bastien Bouillon) هو ممثل فرنسي، ولد في 1953 في فرنسا.

## وصلات خارجية
- باستين بويولون على موقع IMDb (الإنجليزية)
- باستين بويولون على موقع ألو سيني (الفرنسية)
- باستين بويولون على موقع أول موفي (الإنجليزية)
- باستين بويولون على موقع قاعدة بيانات الأفلام السويدية (السويدية)
- باستين بويولون على موقع قاعدة بيانات الفيلم (الإنجليزية)
- باستين بويولون على موقع كينوبويسك (الروسية)